# Charlotte Mutsaers
Charlotte Jacoba Maria Mutsaers (Utrecht, 2 de noviembre de 1942) es una pintora y escritora de prosa y ensayista neerlandesa. Ganó el Premio Constantijn Huygens (2000) y el Premio P. C. Hooftprijs (2010) por su obra literaria.

## Biografía
Charlotte Mutsaers nació el 2 de noviembre de 1942 en la ciudad de Utrecht en los Países Bajos. Es hija del historiador del arte Barend Mutsaers quién trabajó en la Universidad de Utrecht-
Estudió en Ámsterdam y posteriormente ejerció como profesora en un instituto de educación profesional superior. Por la noche realizó estudios de pintura y se graduó en la Academia Gerrit Rietveld. Después de su graduación trabajó en esta misma institución, donde permaneció como profesora de arte durante más de diez años.
Como artista de arte ha diseñado sellos, revistas culturales ilustradas (Vrij Nederland) y cubiertas de libro. Ha realizado exposiciones de sus pinturas en la Galerie Clemente (Ámsterdam) en el Museo Frans Hals (Haarlem), el Museo de Arte Moderno (Arnhem),el Nieuwe Kerk (Ámsterdam) y en el Museo de Beyerd (Breda).
Empezó a escribir cuando tenía aproximadamente cuarenta años. El 2 de abril de 2010 la televisión neerlandesa retransmitió un documental De wereld fvan Charlotte Mutsaers, dirigido por Suzanne Raes. En mayo de 2010 Charlotte Mutsaers recibió el Premio P. C. Hooftprijs.

## Premios
- Premio J. Greshoff (1992) por Kersebloed[3]
- Premio Busken Huet (2000) por Zeepijn[4]
- Premio Jacobus van Looy (2000)[5]
- Premio Constantijn Huygens (2000)[6]
- Premio P. C. Hooft (2010)[7]

## Obras
- (1983) Het circus van de geest
- (1985) Hazepeper gevolgd door Napoleon, Varia (ensayos)
- (1986) Mijnheer Donselaer zoekt een vrouw
- (1988) De markiezin (novela)
- (1988) Hanegeschrei
- (1990) Kersebloed (ensayos)
- (1994) Rachels rokje (novela)
- (1996) Paardejam (ensayos)
- (1999) Zeepijn (cuentos)
- (2002) Bont. Uit de zoo van Charlotte Mutsaers (historias de animales; ilustrado)
- (2003) Cheese! (libro con CD)
- (2008) Koetsier Herfst (novela)
- (2010) Pedante pendules en andere wekkers (ensayos)
- (2012) Dooier op drift  (poesía)
- (2012) Sodom revisited (poesía)